# Paddy O’Brian
Paddy O’Brian (ur. 25 marca 1986 w Hackney w Londynie) – brytyjski aktor pornograficzny i model erotyczny. Występuje także jako Leon, Liam Cockney, Liam H., Paddy OBrian, Patrick, Patrick OBrian i Patrick O’Brian.

## Życiorys

### Wczesne lata
Urodził się w dzielnicy Londynu - Hackney. Dorastał z młodszą o dziesięć lat siostrą Sine’ad. W latach szkolnych był uznanym sportowcem i zajmował pierwsze miejsca w swojej dzielnicy, trenował karate, boks i biegi lekkoatletyczne. Jest heteroseksualny.

### Kariera
Debiutował przed kamerami w wieku 25 lat w scenie solo w gejowskim filmie porno wytwórni Hot Spunks Addicted to Cock (2011) i Big Blue Productions / Eurocreme A Policeman Fucked My Son (2011). Później pojawił się w produkcjach Raging Stallion, Falcon Studios, Lucas Entertainment, Men.com, Uknakedmen.com i Macho Guys.
Brał też udział w filmach heteroseksualnych jako Liam Cockney, w tym Pure XXX Films Shagless (2012) i Breakin' It In (2014) czy British Milf Entertainment Real Housewives 23 (2017).
Był głównie wykonawcą aktywnym, kiedy po raz pierwszy wystąpił jako wykonawca pasywny w roli Jona Snow w drugim sezonie gejowskiej parodii Gry o tron - Men.com Gay of Thrones (2015) w scenie z Topherem DiMaggio, a potem w scenie gang bang w Prisoner of War 4 (2015) z Allenem Kingiem, Alexem Brando i Damienem Crosse.
W lipcu 2015 zajął trzecie miejsce w ogłoszonym przez hiszpański portal 20minutos.es rankingu „Najseksowniejsza gejowska gwiazda porno” (Los actores porno gay mas sexys listado 2).

## Nagrody i nominacje
| Rok  | Nagroda                     | Kategoria                                    | Film                             | Inni wykonawcy                                                                                          | Rezultat  |
| ---- | --------------------------- | -------------------------------------------- | -------------------------------- | --- | --------- |
| 2011 | HustlaBall Award            | Najlepszy debiut                             | –                                | – | Nominacja |
| 2013 | PinkX Gay Video Award       | Najlepszy aktyw                              | –                                | – | Wygrana   |
| 2014 | PinkX Gay Video Award       | Najlepszy aktyw                              | Straight as They Cum (2013)      | – | Wygrana   |
| 2014 | XBIZ Award                  | Gejowski wykonawca roku                      | –                                | – | Nominacja |
| 2014 | Prowler Porn Award          | Najlepszy brytyjski ogier                    | –                                | – | Wygrana   |
| 2014 | Prowler Porn Award          | Najlepsza brytyjska scena                    | Dark Dreams (2013)               | Johnny Hazzard i Issac Jones                                                                            | Wygrana   |
| 2015 | Prowler Porn Award          | Najlepsza brytyjska para na ekranie          | –                                | Paul Walker                                                                                             | Wygrana   |
| 2015 | Ninfa                       | Najlepszy gejowski aktor porno               | –                                | – | Nominacja |
| 2015 | Besametonto Award           | Najlepsza międzynarodowa gwiazda porno       | –                                | – | Wygrana   |
| 2016 | XBIZ Award                  | Gejowski wykonawca roku                      | –                                | – | Nominacja |
| 2016 | Prowler Porn Award          | Najlepszy brytyjski ogier                    | –                                | – | Wygrana   |
| 2017 | EroAward                    | Najlepszy penis                              | –                                | – | Nominacja |
| 2017 | Grabby Award                | Najlepszy duet                               | Batman v. Superman (2016)        | Trenton Ducati                                                                                          | Nominacja |
| 2017 | Prowler Porn Award          | Najgorętszy brytyjski gwiazdor porno         | –                                | – | Nominacja |
| 2017 | Prowler Porn Award          | Najlepszy brytyjski ogier                    | –                                | – | Wygrana   |
| 2017 | Prowler Porn Award          | Najlepszy brytyjski aktyw                    | –                                | – | Nominacja |
| 2017 | Prowler Porn Award          | Najlepsza brytyjska scena                    | –                                | Logan Moore                                                                                             | Wygrana   |
| 2018 | Grabby Award                | Najgorętsze ciało                            | –                                | – | Nominacja |
| 2018 | Grabby Award                | Ulubiony gwiazdor porno fanów wg Squist.org  | –                                | – | Nominacja |
| 2018 | Grabby Award                | Najlepszy duet                               | Pirates A Gay XXX Parody (2017)  | Diego Sans                                                                                              | Nominacja |
| 2018 | Grabby Award                | Najgorętszy rimming                          | Pirates A Gay XXX Parody (2017)  | Diego Sans                                                                                              | Nominacja |
| 2018 | Grabby Award                | Najlepszy aktor drugoplanowy                 | Pirates A Gay XXX Parody (2017)  | – | Nominacja |
| 2018 | Prowler Porn Award          | Najgorętszy europejski gwiazdor porno        | –                                | – | Nominacja |
| 2018 | Prowler Porn Award          | Najlepsza europejska scena                   | –                                | Jean Franko                                                                                             | Nominacja |
| 2018 | Prowler Porn Award          | Najlepszy europejski penis                   | –                                | – | Nominacja |
| 2018 | Prowler Porn Award          | Najlepszy europejski aktyw                   | –                                | – | Wygrana   |
| 2018 | GayVN Award                 | Najlepsza scena seksu grupowego              | Sense 8: A Gay XXX Parody (2016) | Gabriel Cross, Hector De Silva, Logan Moore, Dato Foland, Darius Ferdynand, Jay Roberts i Sunny Colucci | Nominacja |
| 2018 | Str8UpGayPorn Award         | Nagroda widzów: Ulubiona gwiazda internetowa | –                                | – | Nominacja |
| 2018 | Ninfa                       | Najlepsza scena gejowska roku                | Sex God (2017)                   | François Sagat i Allen King                                                                             | Nominacja |
| 2019 | GayVN Award                 | Najlepsza scena triolizmu                    | Sex God (2017)                   | François Sagat i Allen King                                                                             | Nominacja |
| 2019 | GayVN Award                 | Najlepszy aktor drugoplanowy                 | Pirates: A Gay XXX Parody (2018) | – | Nominacja |
| 2019 | Prowler European Porn Award | Najlepszy europejski aktyw                   | –                                | – | Wygrana   |
| 2019 | Prowler European Porn Award | Najlepszy europejski atleta                  | –                                | – | Nominacja |
| 2019 | Prowler European Porn Award | Najgorętszy europejski gwiazdor porno        | –                                | – | Nominacja |
| 2019 | Prowler European Porn Award | Najlepsza europejska para                    | –                                | François Sagat (Men.com)                                                                                | Nominacja |
| 2019 | XBIZ Europa Award           | Gejowski wykonawca roku                      | –                                | – | Nominacja |